# Antonio Castro Jiménez
Antonio Castro Jiménez (Tudela, Navarra; 1954) es un locutor y periodista español. Es Cronista de la Villa de Madrid.

## Trayectoria
Comenzó a trabajar en Radio Cadena Española colaborando de manera paralela en distintos periódicos de Navarra. En mayo de 1970 visitó, con dieciséis años, Madrid. Y pensó en trasladarse allí en unos años.
En 1982 comienza a trabajar en Televisión Española en su sede de Navarra para marchar al Centro Territorial de Madrid (1987), donde desempeñó diferentes funciones como: editor de informativos, presentador de varios programas diarios y semanales. Durante estos años se especializa en informaciones de cultura y espectáculos, presentando un espacio dedicado a la cultura y espectáculos de Madrid. 
Posteriormente ha colaborado en varias emisoras de radio madrileñas como comentarista de cultura. También ha compaginado su actividad informativa con las tareas docentes en el Instituto Oficial de Radio Televisión Española. Dirigió el festival de artes escénicas Escena XXI (2005-2008), que patrocinó el Ayuntamiento de la capital y el Metro, y que se desarrollaba en una estación del suburbano madrileño.
El Ayuntamiento de Madrid le otorgó por unanimidad de todos los grupos políticos el título de Cronista de la Villa de Madrid (septiembre de 2007). Pertenece a la Academia de las Artes Escénicas de España desde su fundación en el año 2014. Fue director de la revista Artescénicas (julio de 2021-junio de 2023). El 18 de marzo de 2024 fue nombrado Miembro de Honor del Instituto de Estudios Madrileños.
Tras su prejubilación en RTVE colabora con diversos medios informativos sobre contenidos teatrales fundamentalmente.
Sus fotografías se publican con regularidad en diarios españoles y revistas especializadas en teatro. Es colaborador habitual de Madridiario.es y de revistas como La ilustración madrileña, Programaté y Artescénicas.

## Exposiciones
- Escenas y miradas de teatro, en la galería Quorum de Madrid (diciembre de 2010). Su primera exposición como fotógrafo con temas teatrales se exhibió en numerosas localidades españolas, y en la Euskal Etxea de Nueva York (2012).
- De telón adentro, en el teatro Amaya de Madrid (octubre de 2014).

## Obra
- Sagas españolas del espectáculo, Ayuntamiento de Madrid, 2003. ISBN 978-84-88406-55-2.
- Teatros nuevos (y recuperados) de Madrid, CEIM, 2004.
- Teatros históricos de Madrid: 12 edificios singulares, Centro Cultural de la Villa, Madrid, 2006. ISBN 978-84-88406-64-4.
- Teatro Infanta Isabel, 1907-2007: cien años de historia, Teatro Infanta Isabel, 2008. ISBN 978-84-612-1611-6.
- Jacinto Benavente, los intereses creados (1907-2007), Comunidad de Madrid, 2007. ISBN 978-84-451-3061-2.
- El teatro Alcázar (Palacio de los Recreos). Diseño editorial: Asís G. Ayerbe. Prólogo: Enrique Salaberría. Grupo SMedia, 2010. ISBN 978-84-613-8910-0.
- El teatro de Lara, Fundación Lara, 2015. ISBN 978-84-16177-81-3.
- Teatro Reina Victoria: 100 años de teatro y vida, Arequipa Producciones SL, 2017. ISBN 978-84-697-3048-5.
- Homosexualidad y teatro en España, Academia de las artes Escénicas de España, 2017. ISBN 978-84-946585-4-9.
- Cien años del teatro La Latina 1919-2019, Pentación S.A., 2019. ISBN 978-84-09-10620-2
- Loreto Prado, la reina del teatro por horas', Academia de la Artes Escénicas de España, 2020. ISBN 978-84-121522-3-4
- Edición de Los intereses creados, de Jacinto Benavente', Bolchiro editorial, 2022. ISBN 978-84-16503-28-5
- Teatros desaparecidos de Madrid. Siglos XX y XXI, Artelibro editorial, 2022. ISBN 978-84-19355-05-8
- Manuel Collado Sillero (1942-1992) edición, Academia de las AAEE, 2023. ISBN 978-84-18679-11-7
- 15 años de periodismo digital, Madridiario, 2023. ISBN 978-84-09-56065-3
- José Tamayo: el gran innovador de la esceña española,coedición con César Oliva, Academia de las Artes Escénicas de España, 2024. ISBN 987-84-18679-15-5